# Odia Coates
Odia Coates (* 1942 in Vicksburg, Mississippi; † 19. Mai 1991 in Oakland, Kalifornien) war eine amerikanische Soulsängerin. Größte Bekanntheit erlangte sie durch den Hit (You're) Having My Baby, ein Duett mit Paul Anka.

## Leben
Coates wuchs als Tochter eines Pfarrers im kalifornischen Watts (Los Angeles) auf. Als Kind schon spielte sie Klavier und begann als Gospel-Sängerin im Kirchenchor (Church of God in Christ). Als Teenager sang sie im staatlichen Jugendchor Südkaliforniens (Southers California State Youth Choir), aus dem bekannte Pop-Musiker wie Billy Preston oder Merry Clayton hervorgingen. 1967 wurde sie Mitglied der Edwin Hawkins Singers. Seit 1968 trat sie in Clubs in Sunnyvale auf – zunächst mit den zu dieser Zeit noch wenig bekannten Sly & the Family Stone –, während sie tagsüber einer Sekretärinnentätigkeit bei einer Fluggesellschaft nachging. Später schloss sie sich der Band Brotherly Love an, ehe sie zur Gruppe Sisters Love um Merry Clayton wechselte.
Über Edwin Hawkins lernte Coates Paul Anka kennen, bei dessen Label United Artists sie anschließend veröffentlichte. Anka war von der jungen, talentierten Sängerin spontan begeistert, und verpflichtete sie, ihn auf seinen Shows und Tourneen zu begleiten. 1974 war sie zufällig im Studio, als Anka (You're) Having My Baby aufnahm. Ein Verantwortlicher von United Artists schlug vor, dass die beiden den Song als Duett singen sollten. Im August 1974 löste das Duo mit seinem Lied die britische Band Paper Lace an der Spitzenposition ab und blieb drei Wochen auf Platz eins der Billboard Charts. Auch in Europa konnte sich der Song in den Hitparaden platzieren. Im folgenden Jahr wurde er im Soundtrack des Films Der weiße Hai verwendet.
Anka und Coates nahmen weitere Songs miteinander auf, darunter die US-Top-20-Hits One Man Woman/One Woman Man, I Don't Like to Sleep Alone und (I Believe) There's Nothing Stronger Than Our Love. Auch als Solokünstlerin konnte Coates nun einige Platzierungen in den Hitparaden erreichen. 1975 erschien ihr einziges Soloalbum Odia Coates, die Auskopplung Showdown erreichte Platz 71 in den US-Hitlisten. 1976 veröffentlichte sie den von Anka geschriebenen und produzierten Disco-Hit Make It Up to Me in Love. Danach verebbte ihre Karriere, Coates wandte sich wieder Sessionarbeit und der Kirche zu.
Bei Odia Coates wurde 1987 eine Brustkrebs-Erkrankung diagnostiziert, an deren Folgen sie vier Jahre später 49-jährig im Kaiser Hospital Oakland starb.

## Trivia
Auf der Plattenhülle von (You're) Having My Baby wurde der Name der Sängerin Odia Coates zunächst nicht genannt. „..., aber dann stellte sich heraus, daß der weiße Paul Anka in diesem Lied ein Baby mit der Farbigen Odia Coates hat. Das war etlichen puritanischen US-Bürgern zuviel. (...) Das Gerangel um die Platte erwies sich als ausgezeichneter Promotiongag.“

## Diskografie

### Alben
- 1975: Odia Coates (United Artists)

### Singles
| Jahr | Titel Album                                        | Höchstplatzierung, Gesamtwochen, AuszeichnungChartplatzierungen (Jahr, Titel, Album, Platzierungen, Wochen, Auszeichnungen, Anmerkungen) | Höchstplatzierung, Gesamtwochen, AuszeichnungChartplatzierungen (Jahr, Titel, Album, Platzierungen, Wochen, Auszeichnungen, Anmerkungen) | Höchstplatzierung, Gesamtwochen, AuszeichnungChartplatzierungen (Jahr, Titel, Album, Platzierungen, Wochen, Auszeichnungen, Anmerkungen) | Höchstplatzierung, Gesamtwochen, AuszeichnungChartplatzierungen (Jahr, Titel, Album, Platzierungen, Wochen, Auszeichnungen, Anmerkungen) | Anmerkungen   |
| Jahr | Titel Album                                        | DE | AT | UK | US | Anmerkungen   |
| ---- | -------------------------------------------------- | --- | --- | --- | --- | ------------- |
| 1974 | (You’re) Having My Baby                            | DE15 (9 Wo.)DE | — | UK6 (10 Wo.)UK | US1 Gold · (15 Wo.)US | mit Paul Anka |
| 1974 | One Man Woman/One Woman Man                        | — | — | — | US7 (16 Wo.)US | mit Paul Anka |
| 1975 | I Don’t Like to Sleep Alone                        | — | AT16 (8 Wo.)AT | — | US8 (15 Wo.)US | mit Paul Anka |
| 1975 | (I Believe) There’s Nothing Stronger Than Our Love | — | — | — | US15 (13 Wo.)US | mit Paul Anka |
| 1975 | Showdown Odia Coates                               | — | — | — | US71 (6 Wo.)US |               |
| 1975 | Don’t Leave Me in the Morning Odia Coates          | — | — | — | US91 (3 Wo.)US |               |

weitere Singles
- 1973: Make It Up to Me
- 1975: You Come and You Go
- 1976: Make It Up to Me in Love (mit Paul Anka)
- 1978: That's the Way the Cookie Crumbles